# Bulbophyllum paleiferum
Bulbophyllum paleiferum är en orkidéart som beskrevs av Rudolf Schlechter. Bulbophyllum paleiferum ingår i släktet Bulbophyllum och familjen orkidéer. Inga underarter finns listade i Catalogue of Life.